# Бочор, Петер
Петер Бочор (венг. Bocsor Péter; род. в 1973 году, Венгрия) — венгерский актёр.
Известен по роли Адама в фильме «Благовещение». Роль очень спорная и необычная. Партнёром в фильме для Петера была актриса его возраста - Юлия Мерё. 
На сегодня Петер Бочор работает преподавателем английской литературы в университете города Сегед.